# Закумі

Талісман чемпіонату леопард Закумі

Закумі (англ. Zakumi) — офіційний талісман Чемпіонату світу з футболу 2010. Це енергійний спортивний леопард з зеленим волоссям і м'ячем у руках.

## Біографія
Згідно з офіційною легендою Закумі народився 16 червня 1994, у день перемоги над апартеїдом і встановлення південноафриканської демократії. Також у цей день у ПАР святкують день молоді. Ім'я складено з буквеного коду ПАР (ZA) і слова «кумі», що означає число 10 в багатьох південноафриканських мовах .
Зелений і жовтий кольори талісмана символізують кольори форми збірної ПАР.

## Цікаві факти
- 16 червня 2010 Закумі виповнилося 16 років; цього ж дня відбувся матч між Іспанією і Швейцарією, який став шістнадцятим за рахунком на турнірі [2].
- Оригінальний образ леопарда придумав мешканець Кейптауна Андреас Адендааль [3].
- Згідно з коміксом від FIFA, Закумі навмисне фарбував волосся в зелений колір, щоб краще зливатися із зеленою травою футбольного поля.